# Abby Steiner
Abby Kathryn Steiner, född 24 november 1999 i Dublin, Ohio, är en amerikansk friidrottare som tävlar i löpning. Hon tävlar på 60 m, 100 m och 200 m, 400 m och i stafett.